# Диошђер
Диошђер (мађ. Diósgyőr) је историјско насеље у североисточној Мађарској, које је данас део града Мишколца. Диошђер је био једно време центар тешке индустрије у Мађарској. Средњовековни замак је био популарно излетиште за краљевске породице а данас је туристичка атракција. Фудбалски тим из Мишколца је такође назван по овом месту ФК Диошђер ВТК а стадион се такође налази у Диошђеру.
Овде се налази Стадион Диошђер.

## Порекло имена
Дио (Dió) преведено на српски језик значи орах и односи се на многобројне орахе који су у граду и околини. Ђер (Győr) је стари израз за прстен, круг и односи се на кружни облик старог града, дворца који је био подигнут на узвишењу. Дворац је оригинално био окружен са ораховом шумом, тако да је спајањем ове две речи се дошло до данашњег назива Диошђер или слободним преводом Орахов прстен.

## Историја Диошђера и замка
Предео око Диошђера је био насељен од античких времена, што се може видети по налазиштима око замка. Име града се први пут спомиње од стране анонимуса у Летопису Мађара око 1200. године као Геуру (Geuru).
Када је наш вођа Арпад напустио Серенч са својом армијом... он је дао земљу између Таполце и реке Шајо, звану Мишколц у то доба и град по имену Ђер, Бенгеру, Борсовом оцу.
Највероватније је да је први замак овде саграђен у 12. веку, али је био уништен у време монголских освајања Европе. Замак који и данас постоји је подигнут за време краља Беле IV у 13. веку.
Свој сјај, замак, је имао током владавине Лајоша I Анжујског. Тада, 1364. године, оближњи град Мишколц је био припојен Диошђерском округу. Своју важност, Диошђер је изгубио када је престала да постоји политичка унија Мађарске и Пољске.
После битке код Мезекерестеша, 1596. године, Турци су окупирали овај део Мађарске. Тврђава је такође пала под власт турака и егерске паше су владале њоме све до 1687. године када су Турци напустили ове крајеве. Негде у то време тврђава је и изгубила свој војни значај.
Иако су Мишколц и Диошђер повезани аутобуском линијом од 1903. године, трамвајем од 1906. године, туристички водич из 1922. године их и даље спомиње као два одвојена града. Од 1. јануара 1945. године ова два града су званично спојена у један. У почетку су били спојени само са фабриком која је саграђена на путу између ова два места, али порастом броја становника и ширењем самих градова, ова два места су се спојила и данас је просто немогуће нацртати граничну линију која је делила историјски Мишколц од историјског Диошђера.

## Манастир
Манастир, Павловог реда је основан од стране Иштвана Палатина у 13. веку. За живота Иштвана манастир је добијао потпотру од овог племића. Манастир је имао сопствену библиотеку и писарницу. Један од кодекса, претеће књига, је овде направљен за потребе Авашке протестанске цркве, која се налази данас у центру Мишколца. Кодекс се чува у Егерској архиви.
У 16. веку Краљевина Угарска је била подељена на три дела Османлијску Мађарску, хабсбуршку Мађарску и Ердељ. Ова подела је доводила до сукоба племића ривала који су били за једну од три страна центра моћи. Гашпар Шереди, племић који је био лојалан Фердинанду владару Хабсбуршке мађарске, је опустошио манастир, који се налазио на територији ривала, владара Ердеља, Јоване Запоље. Жигмонд Балаш, који је 1549. године био добио Диошђерско имање на управу и коришћење, је сравнио остатке манастира са земљом. Почетком хиљаду седамстотих Павлов ред је обновио манастир, али је Јозеф II у то време укинио све религијске редове и конфидковао њихову имовину. Од овог времена зграда манастира је била коришћена од стране диошђерске управе шумарства.
У новије време су вршена многа археолошка ископавања и 1973. године су откривене зидине старог манастира. Манастир је по тим открићима био правоугаоног облика са двориштем и самостаном. Остаци самостана нису пронађени. Оно што је пронађено је зграда са четири собе, која је била уништена пожаром. По средњовековним изворима, Иштван Палатин је изградио манастир недалеко од свог летњиковца, тако да је могуће да просторије које су археолози открили јесу у ствари делови Иштванове приватне просторије. Пронађени уметнички предмети се данас могу видети у музеју у североисточном торњу замка. Један од вреднијих уметничких предмета, који се налази у овом музеју, је и готичка статуе такозване Диошђерске Госпе.

## Диошђерске цркве
- Диошђерска Евангелистичка црква
- Диошђерска Гркокатоличка црква
- Диошђерска Римокатоличка црква
- Диошђерска Протестанска црква